# Ferdinando Dal Pozzo
Ferdinando Dal Pozzo, né à Moncalvo (Piémont) le 25 mars 1768 et mort à Turin le 29 décembre 1843, est un homme politique italien.

## Biographie

### Formation
Né à Moncalvo, en Piémont, le 25 mars 1768, Giuseppe Maria Ferdinando Dal Pozzo fit ses études de belles-lettres et de philosophie collège des Nobles, à Turin. À l’âge de quatorze ans, il commença son droit, et, à peine bachelier, fut nommé membre de l’Académie degli Immobili d’Alexandrie. Quelque temps après, l’Académie d'Arcadie de Rome le reçut dans son sein sous le nom de Gelmiro Creteo. Il dirigea ses efforts vers l’étude du droit. En 1788, il fut reçu docteur et nommé dans le cours de la même année répétiteur au collège des Nobles, où il avait été élevé.

### Au service de la France
Il entra ensuite dans la magistrature et se fit remarquer d’abord au parquet de l’avocat général, puis en qualité de substitut de l’avocat des biens patrimoniaux de l’Ordre des Saints-Maurice-et-Lazare. La république française s’étant emparée du Piémont, Dal Pozzo fut nommé chef du deuxième bureau de législation auprès du gouvernement provisoire, chargé de la correspondance avec les ministres et les généraux français et nommé membre de la chambre civile du sénat. À la suite de quelques différends avec les membres du gouvernement provisoire, il donna sa démission. Dal Pozzo fut d’avis qu’il valait mieux être membre d’une grande nation et de jouir de tous les avantages qui découlent de cette position, que d’avoir un fantôme de gouvernement et une ombre d’indépendance. Nommé, en 1801, par Bonaparte, premier substitut du commissaire du gouvernement près du tribunal d’appel de Turin, il fut, deux années après, envoyé au corps législatif, où il se fit remarquer par sa connaissance du droit romain. Il trouva à Paris des amis parmi les jurisconsultes dont Philippe-Antoine Merlin de Douai qui lui confia la rédaction de plusieurs chapitres de son Répertoire. Après l’avoir appelé aux fonctions de maître des requêtes au conseil d’État, Napoléon le nomma, en 1809, premier président de la cour impériale de Gênes, puis chevalier de l’Ordre national de la Légion d'honneur, baron de l’empire, enfin membre du gouvernement extraordinaire à Rome (consulta straordinaria). Dal Pozzo se conduisit avec beaucoup de prudence et acquit ainsi l’affection publique dans un pays qui ne supportait pas volontiers le joug de la France. Aussi, après la chute de l’empereur, Pie VII retira les censures que l’Église avait prononcées contre tous les membres du gouvernement provisoire de Rome. En 1812, dal Pozzo fut nommé commandeur de l’ordre de la Réunion. Pendant son séjour à Paris, il ne cessa d’aider de ses conseils la princesse de Carignan, mère du roi de Sardaigne et de donner à celui-ci, qui était alors page de l’empereur, les preuves de la plus grande affection. En 1813, il reprit son fauteuil de premier président à Gênes. Après la chute de Napoléon, lorsque le roi Victor-Emmanuel vint reprendre possession de ses États, Dal Pozzo, en sa qualité de haut fonctionnaire, le supplia de conserver au Piémont une législation qui était en harmonie avec les besoins du temps. Lorsque le territoire de Gênes fut réuni aux États sardes, Dal Pozzo perdit sa place de premier président. Il alla alors se fixer à Turin et se fit inscrire sur le tableau des avocats.

### Au service du Piémont
Il entreprit la publication d’un ouvrage intitulé Opuscoli d’un avvocato milanese, originario piemontese, dans lequel il traite de législation et signale les vices et les lacunes des lois établies en Piémont. La révolution ayant éclaté en 1821 et la constitution d’Espagne ayant été proclamée, le roi Victor-Emmanuel abdiqua en faveur de Charles-Félix, son frère, qui était alors absent. Le prince de Carignan, nommé régent, appela le comte Dal Pozzo aux fonctions de ministre de l’intérieur. Celui-ci, qui n’avait pris part ni aux conspirations de l’époque, ni aux changements qu’elles avaient amenés, prévoyant le peu de durée du nouveau gouvernement, accepta à contrecœur le portefeuille qu’on lui offrit. Le régime constitutionnel n’ayant duré que trente jours, Dal Pozzo dut, par prudence, se mettre à l’abri. Il quitta le Piémont. Exilé de fait, il se réfugia à Genève, puis à Londres.

### Jurisconsulte en exil
Il publiait tantôt des volumes, tantôt des brochures, dont les Observations sur le régime hypothécaire établi dans le royaume de Sardaigne par l’édit promulgué le 16 juillet 1822 et la brochure intitulée Observations sur la nouvelle organisation judiciaire établie dans les États de S. M. le roi de Sardaigne par l’édit du 27 septembre 1822.
Dal Pozzo, dès son arrivée en Angleterre, s’était mis à étudier la langue du pays et publia en 1824 On the alien bill (Observations sur la loi des étrangers) et, en 1827, Catholicism in Austria, or an epitome of the Austrian ecclesiastical law ; with a dissertation upon the rights and duties of the English government. Cet ouvrage discutait de la question de l’émancipation des catholiques. Il reçut beaucoup d’éloges, et le duc de Wellington lui-même en parla avec faveur en plein parlement. De cet exposé du droit ecclésiastique autrichien, l’auteur faisait ressortir les droits et les devoirs du gouvernement anglais envers les catholiques d’Irlande. Dal Pozzo écrivit encore sur ce sujet : De la nécessité très-urgente de soumettre le catholicisme romain en Irlande à des règlements civils spéciaux (Londres, 1829, in-8°). Son but était de développer de plus en plus les théories qu’il avait émises dans son Catholicism in Austria. Il promettait de publier la deuxième partie et la fin de cet ouvrage ; mais la question catholique en Angleterre ayant reçu une solution contraire à ses idées, il crut inutile de compléter son livre. À Rome ainsi qu’à Londres, dal Pozzo, plein d’ailleurs de respect pour la religion catholique, qui était la sienne, soutint néanmoins constamment que la liberté religieuse, n’étant qu’une partie de la liberté civile, doit être subordonnée à celle-ci, et que tout culte a besoin d’être soumis aux règlements que l’autorité juge nécessaires si l’on veut assurer la tranquillité publique. Un autre ouvrage d’un haut intérêt sortit, en 1839, de la plume féconde de Dal Pozzo, son Essai sur les anciennes assemblées nationales de la Savoie, du Piémont et des pays qui y sont ou furent annexés.
Après la révolution de juillet, Dal Pozzo s’établit à Paris. L’espoir d’un avenir plus heureux pour sa patrie flattait son imagination ardente. Ayant toujours l’esprit tourné vers le Piémont, il se tenait au courant de tout ce qui s’y passait. C’est à cette préoccupation qu’il faut attribuer deux petites brochures, dont l’une a pour titre : Édit du roi de Sardaigne, Charles- Albert, du 18 août 1831 portant création d’un conseil d’État, avec un discours préliminaire et des notes et l’autre : Motifs de la publicité donnée à la lettre adressée à S. M . le roi de Sardaigne, Charles-Albert, par le comte Ferdinand dal Pozzo à l’occasion de l’avènement au trône de ce prince, avec des extraits de lettres du même auteur au chevalier de Montiglio, premier président du sénat de Piémont, pour servir de commentaire à la première. Il se fit ensuite le panégyriste de l’Autriche dans un ouvrage intitulé Della felicità che gl’Italiani possono e debbono dal governo austriaco procacciarsi, etc.. Le but de l’auteur est de prouver aux Italiens que, loin de chercher à secouer le joug de l’Autriche, ils doivent se réunir sous l’étendard protecteur de cette puissance et attendre d’elle seule l’avenir et l’unité de l’Italie. Une pareille thèse devait attirer et attira en effet à dal Pozzo des désagréments de la part de ses compatriotes, et son caractère s’en aigrit beaucoup. À cette brochure est annexé un autre écrit qui avait paru peu de mois auparavant sous le titre Piano di un’associazione per tutta Italia avente per oggetto la diffusione della pur a lingua italiana e la contemporanea soppressione de’ dialetti che si parlano ne’ varii paesi della Penisola. La première partie fut traduite et publiée en français la même année par les soins de l’auteur même avec des additions relatives à Silvio Pellico. Aux attaques dont elle avait été l’objet, il répondit par le Programme du prix d’une médaille de mille francs offert par M. le comte dal Pozzo au meilleur mémoire qui confirmera ou réfutera son livre intitulé « Du bonheur que les Italiens peuvent et doivent se procurer du gouvernement autrichien ».

### Retour en Piémont et mort
En 1837, il rentra en Piémont et se fixa à Turin avec sa femme, jeune Anglaise qu’il avait épousée vers 1830. Pendant l’été de 1843, une attaque de paralysie fit craindre pour ses jours : cependant un peu d’amélioration lui permit d’aller passer quelques mois à Moncalvo. De retour à Turin, ses forces diminuèrent et il mourut le 29 décembre de la même année.